# Brastavățu
Brastavatu là một xã thuộc hạt Olt, România. Dân số thời điểm năm 2002 là 5293 người.